# Isabel Moya
Isabel Moya Richard (La Habana, 25 de noviembre de 1961-ibídem, 4 de marzo de 2018) fue una periodista cubana destacada por sus contribuciones en el ámbito de la comunicación y el feminismo desde la investigación y la docencia.

## Biografía
Isabel Catalina Moya Richard nació en La Habana, Cuba. Sufrió una enfermedad degenerativa durante toda su vida que impedía a su organismo asumir el calcio. Esto hizo que necesitara ayuda para caminar y desplazarse.

## Trayectoria
Se graduó en 1984 en Periodismo. Posteriormente fue profesora Titular de la Facultad de Comunicación de la Universidad de La Habana y en 2011 egresó como Doctora en Ciencias de la Comunicación en la misma universidad. Sus mayores contribuciones fueron en el ámbito de la comunicación y el feminismo desde la investigación y la docencia. Entre los cargos que desempeñó, presidió la Cátedra de Género y Comunicación del Instituto Internacional de Periodismo José Martí y fue miembro del Comité Académico de la Maestría en Género de la Cátedra de la Mujer de la Universidad de La Habana.
Hasta la fecha de su fallecimiento dirigió la Editorial de la Mujer y la Revista Mujeres (de la Federación de Mujeres Cubanas).

## Obras
- Sin Contraseña. Género y trasgresión mediática. (Amecopress, Madrid, 2010).[3]

- El sexo de los ángeles. Una mirada de género a los medios de comunicación. (Editorial Acuario, La Habana, 2010).[10]

- Reinventar el periodismo: Hacia una contracultura feminista en los medios de comunicación. (Euskadi-Cuba, Bilbao. 2013).[11]

### Artículos
- 'Un periodismo que refleje al mundo'. Akeru Publicaciones, Santo Domingo (2004).[1]

- 'Del azogue y los espejos' en Nosotras en el país de las comunicaciones. Editorial Icaria, Madrid (2007).[12]

- 'Periodismo de Investigación: Entre el Mito y la Pertinencia (Un Enfoque Cubano)' en Capital, poder y medios de comunicación: Una crítica epistémica.Coordinador Camilo Valqui y otros. Editorial Universidad Antonio Guillermo Virelo. Colección Cátedra Internacional Karlos Marx. México 2009.[13]

- 'Alas desatadas (Una aproximación desde el enfoque de género a la situación y condición de la mujer en el proceso de la Revolución Cubana)' en Emancipación feminista. Retos del Siglo XXI. Editorial Ciencias Sociales. Ruth Casa Editorial. La Habana. (2010).[14]

- Enciclopedia Cuba: People, Culture, History. Charles Scribner’s Sons, Gale, Cengage Learning, Estados Unidos (2011).[1]

## Premios y reconocimientos
- Premio a la Dignidad otorgado por la Unión de Periodista de Cuba (2016).[6]

- Premio Nacional de Periodismo José Martí (2017).[15]

- Orden Ana Betancourt.[16]